# دهستان اسفندقه
اسفندقه بخشی سردسیر و خوش آب و هوا در غرب شهرستان جیرفت، و جنوب غرب استان کرمان است. مرکز بخش اسفندقه دولت‌آباد با ارتفاع ۱۷۵۰ متر از سطح دریا می‌باشد که فاصله آن  تا جیرفت ۷۰ و تا کرمان ۲۵۰ کیلومتر است.
اسفندقه تمدنی ۷۵۰۰ ساله دارد که در کاوش‌های باستانی دهه ۹۰ کشف شده است. آثار تاریخی همچون: مقبرهٔ میرحیدر مهنی، قلعه تاریخی، قدیمی‌ترین مدرسه و تنها بادگیر جنوب استان کرمان و تپه‌های باستانی گاوکشی در این بخش وجود دارد.

## جمعیت
براساس سرشماری مرکز آمار ایران در سال ۱۳۹۵، جمعیت آن ۱۲٬۳۱۰ تن ( خانوار) بوده‌است.